# Äschhorn
L'Äschhorn (3.669 m s.l.m.) è una montagna della Catena Weisshorn-Zinalrothorn nelle Alpi Pennine. Si trova nel Canton Vallese.

## Caratteristiche
La montagna si trova a nord di Zermatt. È separata dal Zinalrothorn dal Ober Äschjoch (3.622 m).
La montagna è costituita da due vette distinte:
- Ober Äschhorn - 3.669 m
- Unter Äschhorn - 3.618 m

## Ascesa alla vetta
Si può salire sulla vetta partendo dalla Rothornhütte.